# Le Sanglier
Le Sanglier è un romanzo di Henri Bosco pubblicato nel 1932, suddiviso in sei capitoli e narrato in prima persona dall'autore.

## Trama
L'azione si svolge in un piccolo paese di campagna in Provenza, Lourmarin. Il protagonista Monsieur René ormai da sei anni, passa due mesi di vacanza nella sua casa isolata. Al suo arrivo viene accolto dall'amico Firmin e dall'anziana Titoune, che da sempre si occupa delle faccende domestiche. Tutto però è cambiato: Victor, cognato di Firmin, è sparito e non si sa dove si trovi; inoltre durante la prima sera, rimasto solo, René avverte subito una sensazione di inquietudine e quasi paura, come se una presenza si fosse introdotta in casa. Fortunatamente il mattino dopo sente che la sua agitazione è sparita. Nota però dei comportamenti insoliti da parte della Titoune, chiusa in casa con le persiane e la porta barricate, e di Firmin,  che incontra nel bosco molto confuso e agitato in cerca del cognato. Viste le condizioni dell'anziana signora, Firmin manda sua nipote Marie-Claire a occuparsi delle faccende domestiche di René. La ragazza ha appena sedici anni e vive sola con la nonna poco distante da lì. È molto silenziosa, si occupa velocemente della cucina e della stanza di René e nel tempo restante legge attentamente il suo libro. Un pomeriggio, Firmin e René si avventurano nel bosco in una radura chiamata “Le Repos-de-la Bete”, per passare qualche ora nell'osservatorio di Firmin. Mentre si trovano li, appare quello che il narratore definisce “le Colosse”, un uomo enorme e misterioso che si aggira nel bosco. Firmin convince René a ritornare il giorno dopo con la sua carabina. Il giorno successivo vedono nella radura un enorme cinghiale seguito dal colosso. Firmin prende la mira e spara senza colpire nessuno dei due, ma suscitando l'ira dell'animale che inizia a inseguirli. I due scappano velocemente dal bosco rifugiandosi a casa di Firmin. Il giorno seguente René si sente molto impaurito per l'accaduto, e prova la stessa paura che lo aveva assalito la prima notte. Nello stesso tempo è anche molto curioso perché pensa che ci possa essere qualcosa di ancora più terribile di quello che già aveva visto. Per questo decide di inoltrarsi da solo nel bosco. Dopo qualche ora di cammino vede a tre metri da sé l'enorme cinghiale: René rimane fermo immobile ma senza provare paura. La bestia dopo poco se ne va, lasciando René solo nel bosco e incapace di muoversi per un lungo momento. 
Riesce finalmente a scuotersi e a tornare a casa, ma va a dormire con l'idea che l'avvenimento tragico della scomparsa di Victor possa portare ad avvenimenti più tragici ancora. Verso le due del mattino si sveglia e decide di partire in direzione del bosco, con l'obiettivo di arrivare all'osservatorio. Poco distante da esso, vede del fumo innalzarsi in mezzo agli alberi. Decide di avvicinarsi e vede da lontano una misteriosa donna dai capelli lunghi vestita di nero che alimenta il fuoco. La osserva senza farsi vedere e si rende conto che quando sentono i passi del colosso avvicinarsi, la donna subito si nasconde in un sentiero, per poi riprendere ciò che stava facendo. 
Alcuni giorni dopo la stessa donna si presenta di notte bussando alla sua porta, cercando di nascondersi da Firmin, che la stava inseguendo. Firmin, fuori dalla casa, urla a René di aprire la porta. La donna, per far sì che ciò non accada,  aggredisce René, fin quando Firmin, pensando che l'amico non sia in casa, se ne va. Qualche notte dopo la donna rapisce Marie-Claire dalla casa di René portandola verso le Repos-de-la-Bête, dove la fa cadere in un grosso buco. René sente le urla e si precipita nel bosco per salvarla, ma viene aggredito e ferito dalla donna. Ad un tratto sente il rumore di uno sparo e si accorge che Firmin è arrivato in suo aiuto. Ma Marie-Claire è morta.
Successivamente i due uomini scendendo nel bosco vedono un vecchio castello abbandonato. Scoprono però che è abitato dalla tribù dei Caraques, una cinquantina di persone capeggiate dalla donna vestita di nero, che intorno a un fuoco piangono la morte della bestia, il cinghiale. In realtà Firmin spiega a René che l'animale non è morto, ma loro credono che lo sia. I Caraques li scoprono e si mettono a seguire Firmin, mentre René si rifugia in una capanna. Da li, vede il colosso combattere contro tre dei Caraques e ucciderli, rivelandosi un inaspettato alleato dei due.

## Tematiche

### Personaggi misteriosi
Nel corso del libro incontriamo inizialmente il colosso che è presentato come un uomo enorme e spaventoso che si aggira nel bosco senza che se ne conosca la vera ragione. Successivamente è presentata la donna, che appare come un essere tenebroso, ed è sempre vestita di nero. Entrambi all'interno del romanzo sono percepiti da René come figure oscure che però nello stesso tempo lo affascinano.
Il cinghiale, identificato come antagonista nella legenda, è in realtà un personaggio di difficile interpretazione. Secondo Christian Morzewski la bestia subisce un sortilegio da parte dei malvagi Caraques, che spiegherebbe perché in un primo momento si getta all'inseguimento del protagonista. Morzewski riporta nella sua prefazione dell'edizione "folio" del 2006 la parola esatta con cui Bosco stesso denota lo stato dell'animale: "Fadée",ovvero stregato. Alla fine del romanzo però la belva riesce a liberarsi dall'incantesimo e si rivolta contro la tribù che lo aveva ammaliato in precedenza.

### Religione
Il cinghiale si rivela in tutta la sua ambivalenza, ovvero nella sua bestialità sensuale e malefica e allo stesso tempo nella sua brutalità positiva per le popolazioni primitive. Forse Bosco fa riferimento qui alla religione induista, dove il cinghiale è considerato come un alter ego del Dio Vishnu cfr.Santiago Juan-Galan, Terra Barda - Tome 1 - Les Indo-européens, Publibook, 2012, p.32